# Dolbogene
Dolbogene là một chi bướm đêm thuộc họ Sphingidae.

## Các loài
- Dolbogene hartwegii - (Butler 1875)
- Dolbogene manni